# Ватсон Марія Валентинівна
Марія Валентинівна Ватсон (уродж. Марія де Роберті де Кастро де ла Серда; нар. 1 (13) грудня 1848, Балта, Подільська губернія — пом. 15 червня 1932, Ленінград) — російська поетеса, перекладачка, авторка книг і статей про письменників.

## Біографія
Марія де Роберті народилася в родині іспанського аристократа, який став українським поміщиком. Її брат Євген став соціологом, філософом і економістом
У 1865 році закінчила Смольний інститут шляхетних дівчат.

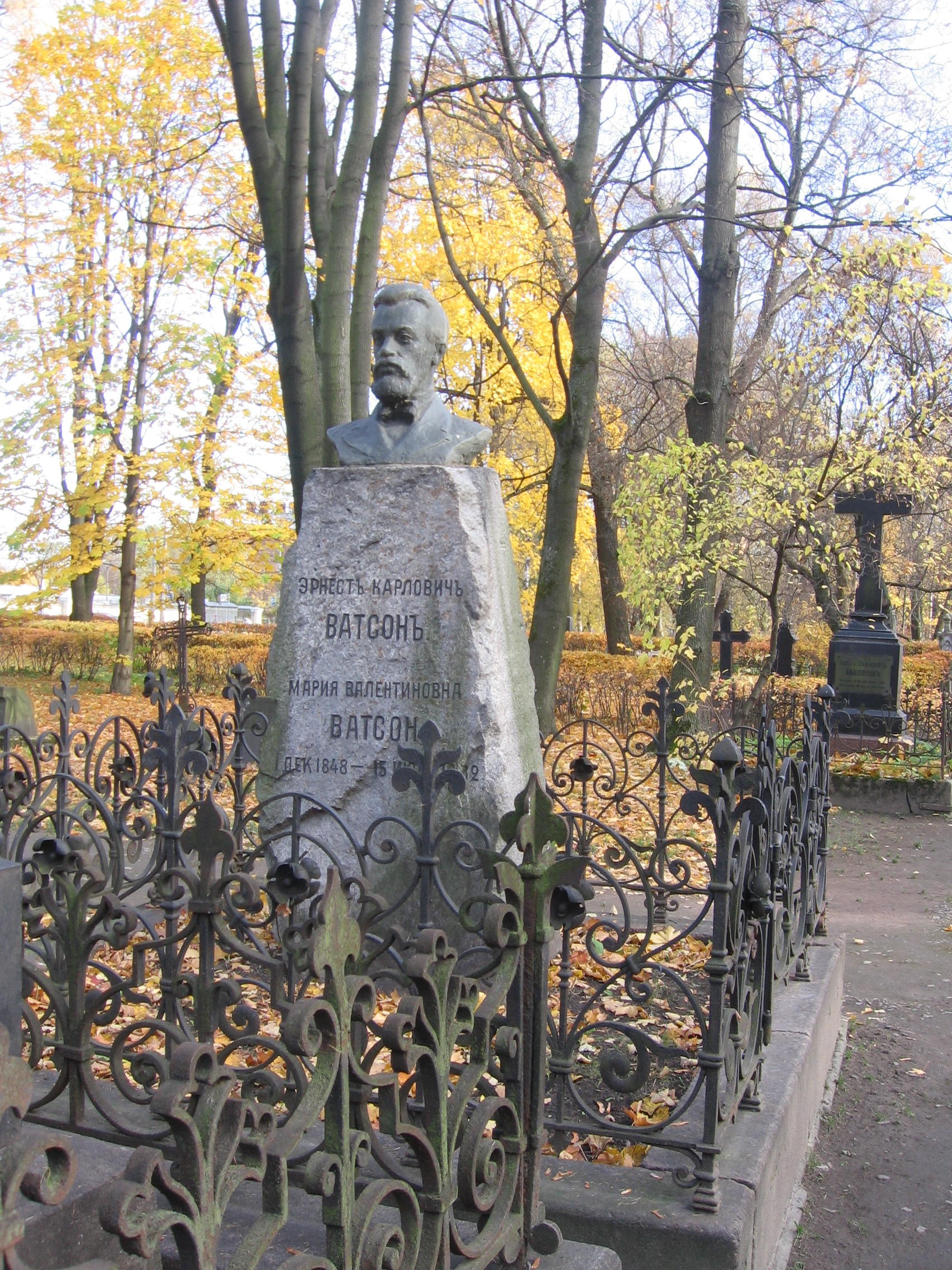
Могила Ернста і М. Ватсон

У 1874 році вийшла заміж за публіциста і перекладача Ернеста Ватсона. Була шанувальницею поета Семена Надсона, доглядала за ним під час його хвороби. Завдяки Марії Ватсон було поставлено пам'ятник Надсону й опубліковано його зібрання творів.
Із середини 1870-х років друкувала вірші та переклади у «Вестнике Европы», «Русской мысли», «Русском богатстве» та інших журналах.
Перекладала з іспанської, італійської, англійської та французької мов. Вірші Ватсон вийшли окремою збіркою в 1905 році.
Ватсон зробила перший повний російський переклад «Дон Кіхота» (1907) і переклала перші книги з циклу про Тарзана.
Для серії Життя чудових людей Флорентія Павленкова написала біографії Данте (1890) та Фрідріха Шиллера (1892). З 1899 року видавала серію «Італійська бібліотека», куди ввійшли критико-біографічні нариси про Аду Негрі, Джозуе Кардуччі, Джузеппе Джусті та Алессандро Мандзоні. Написала кілька статей для «Енциклопедичного словника Брокгауза і Єфрона» (про іспанську літературу, про Франсіско Кеведо, Лопе де Вега, Генріка Ібсена, Надсона тощо).
Активно долучалася до роботи Шліссельбурзького комітету.
Більшовицьку владу не визнала.
Померла в Ленінграді 1932 року. Похована на Літераторських містках на Волковському цвинтарі поруч із чоловіком.